# Culicoides aquilinus
Culicoides aquilinus är en tvåvingeart som beskrevs av Smatov och Kravets 1976. Culicoides aquilinus ingår i släktet Culicoides och familjen svidknott. Inga underarter finns listade i Catalogue of Life.